# Roger Auboin
Roger Auboin (* 15. Mai 1891 in Paris; nach anderen Angaben: * 10. Januar 1891; † 16. Oktober 1974) war ein französischer Ökonom und Bankfachmann. Von Januar 1938 bis September 1958 leitete er als Generaldirektor die Bank für Internationalen Zahlungsausgleich (BIZ). Neben seiner Tätigkeit als Bankmanager verfasste er mehrere Werke auf dem Gebiet der Finanz- und Wirtschaftswissenschaft.

## Werke
- Georges Bonnet, Roger Auboin: Les finances de la France. Payot & cie, 1921 (französisch).
- Die grossen zwischenstaatlichen Wirtschaftsorganisationen. Polygraphischer Verlag, Zürich 1955.
- Die Bank für internationalen Zahlungsausgleich 1930-1955. BIZ, 1955.
- Les vraies questions monétaires à l’épreuve des faits. Hachette, 1973 (französisch).